# Таксис, Франц фон
Франц (Франческо) фон Таксис (итал. Francesco de Tasso, фр.  François de Tassis; 1459, Камерата-Корнелло, Ломбардия — между 30 ноября и 20 декабря 1517, Брюссель (ныне Бельгия)) — почтмейстер, курьер, основатель первой регулярной почтовой системы между Веной и другими европейскими городами.

## Происхождение
Семейное предание, не основанное на исторических фактах, производит род Таксис от миланских синьоров делла Toppe, которые в 1237—1277 годах и в 1302—1311 годах владели Миланом. Изгнанный оттуда Рожер (Роже) поселился, по преданию, в области Бергамо и от горы Тассо (Даксберг) заимствовал имя del Tasso, позднее de Tassis (Тассис или Таксис). Тассо по-итальянски означает «барсук», отсюда изображение этого животного на центральном щитке герба. В 1650 году к фамилии была добавлена приставка Турн, которая произошла от перевода итальянского слова Torre (нем. Thurm — башня).

## История
В 1490 году Франц фон Таксис получил разрешение от императора Священной Римской империи Максимилиана I на перевозку писем между резиденциями монарха в Инсбруке и Брюсселе, за ними последовали и другие городах Европы. Почтовая доставка осуществлялась всадниками, меняющими лошадей на станциях. Как оказалось, мероприятие стало чрезвычайно доходным и в 1517 году его семья получила привилегию доставки не только императорской корреспонденции, но писем любых жителей империи.
Вскоре, благодаря усилиям Таксиса была создана первая международная почтовая система, доступная каждому. В течение многих лет семья Таксис и связанных с ними Турнс занимались доставкой корреспонденции. Имя Таксиса было настолько популярным в Европе, что стало нарицательным — от него произошли слова Такси, таксометр, Taxes и tax-payment.
Максимилиан I назначил Франца фон Таксиса главным почтмейстером Испании, указав ему реформировать почтовую систему на территории Бургундии и Нидерландов, которая стала часть наследства сына Максимилиана, Филиппа I, герцога Бургундского. Благодаря почтовой службе созданной им между Максимилианом и Папой Римским, Таксис воспользовался возможностью, и со временем стал важной фигурой в папском окружении.
Со временем пост почтмейстера Священной Римской империи стал наследственным. В 1595 году внук Франца фон Таксиса, Леонард (1522—1612), сделался главным заведующим государственной почтой. В 1695 году Евгений Александр фон Таксис (Eugen Alexander von Taxis), получил от императора титул имперского князя.
Брат Франца фон Таксиса, Иоганн Баптист фон Таксис, был видным испанским генералом, который сыграл важную роль в Нидерландах.

## Договоры, заключённые Францем фон Таксисом
Почтовые контракты 1505, 1516 и 1517 годов
Почтовый договор от 18 января 1505 года:
- Брюссель — Инсбрук доставка корреспонденции за 5,5 дней (зимой — 6,5 дней)
- Брюссель — Париж — 44 часа (зимой — 54 часа)
- Брюссель — Блуа — 2,5 дня (зимой 3 дня)
- Брюссель- Лион — 4 дня (зимой 5 дней)
- Брюссель — Гранада — 15 дней (зимой18 дней)
- Брюссель- Толедо — 12 дней (зимой 14 дней)

Почтовый договор 1516 года:
- Брюссель-Инсбрук доставка корреспонденции за 5 дней (зимой — 6 дней)
- Брюссель-Париж — 36 часов (зимой — 40 часов)
- Брюссель-Блуа — 2,5 дня (зимой — 3 дня)
- Брюссель-Лион — 3,5 дня (зимой — 4 дня)

Вместо почтовых маршрутов Брюссель-Гранада и Брюссель-Толедо введены новые маршруты:
- Брюссель — Бургос в Испании — 7 дней (зимой — 8 дней)
- Брюссель — Рим на почтовом маршруте по Германии 10,5 дней (зимой — 12 дней)
- Брюссель — Неаполь зимой — 14 дней.

## Франц фон Таксис в филателии
Учитывая большой вклад в развитие почтовой службы в Европе, изображение Ф. де Таксиса появилось на почтовых марках разных стран, таких как Испания (в 1988 году) и Федеративная Республика Германия (в 1967).